# Piazza Puškin
Piazza Puškin (in russo Пушкинский сквер?) è una piazza che si trova a Mosca nel quartiere Tverskoj all'incrocio tra l'Anello dei Boulevard e la via Tverskaja.
In passato la piazza era nota come piazza Strastnaya (in russo Страстная площадь?) dal nome dell'omonimo monastero che vi sorgeva, demolito negli anni '30, e venne intitolata al poeta Aleksandr Puškin nel 1937.
Al centro della piazza si trova la statua di Puškin, finanziata tramite sottoscrizione pubblica, ed inaugurata da Ivan Turgenev e Fëdor Dostoevskij nel 1880.
Il 5 dicembre 1965 la piazza è stata teatro della prima manifestazione politica pubblica spontanea nell'Unione Sovietica dalla fine della Seconda guerra mondiale e nel gennaio 1990 venne aperto il  primo ristorante McDonald's dell'URSS.